# Ján Počiatek
Ján Počiatek (* 16. září 1970, Bratislava, Československo) je slovenský politik, člen strany SMER-SD a bývalý ministr dopravy. V letech 2006–2010 zastával funkci ministra financí Slovenska.

## Život
Vystudoval Gymnázium Jura Hronce se zaměřením na výpočetní techniku, matematiku a fyziku. Poté studoval na Slovenské technické univerzitě v Bratislavě Fakultu elektrotechniky, kde se specializoval na informatiku. V Bratislavě rovněž studoval na Fakultě národního hospodářství Ekonomické univerzity.
Od roku 1995 působil v firmě "Telenor Slovakia Ltd", v roce 2001 se stal jejím výkonným ředitelem.
V období od 4. července 2006 do 8. července 2010 působil ve funkci ministra financí v první vládě Roberta Fica. Za tuto svou funkci získal ocenění "Ministr financí roku 2008" britského měsíčníku "The Banker". V letech 2010–2012 zastával funkci poslance za stranu SMER-SD. Ve Ficově druhé vládě působí od 4. dubna 2012 ve funkci ministra dopravy, výstavby a regionálního rozvoje.
Se svým stranickým kolegou Robertem Kaliňákem jsou spolumajiteli sítě restaurací "Steam & Coffee".
Je ženatý s Ivanou Počiatkovou.